# Intel·ligència d'eixam
La intel·ligència d'eixam  o la intel·ligència col·lectiva és una forma d'intel·ligència que s'observa al comportament d'eixams d'insectes: per separat, no són particularment intel·ligents, però junts poden fer tasques complicades com es poden observar a les colònies de formigues i els ruscs. Fora de l'entomologia, la intel·ligència d'eixam s'observa també en l'alineament d'aus en vol, en el comportament de ramats, en el creixement de bacteris, en el comportament d'un banc de peixos o en manifestacions humanes. Les interaccions locals entre els agents condueixen a l'emergència d'un comportament complex: es comporten com si obeïssin a un ordre, però en la realitat no hi ha cap ordre, cap comandant. Fenòmens semblants s'observen a la internet.
Els erudits de la intel·ligència artificial estudien com podrien introduir intel·ligència col·lectiva en fenòmens caòtics com ara per exemple al trànsit al qual els diferents vehicles per separat no són gaire intel·ligents i fan coses irracionals com a cues i embussaments. S'espera poder millorar el comportament col·lectiu de sistemes descentralitzats i autoorganitzats. L'aplicació dels principis d'eixams als robots és anomenat robòtica d'eixams.